# Abrigo de Fresnedo

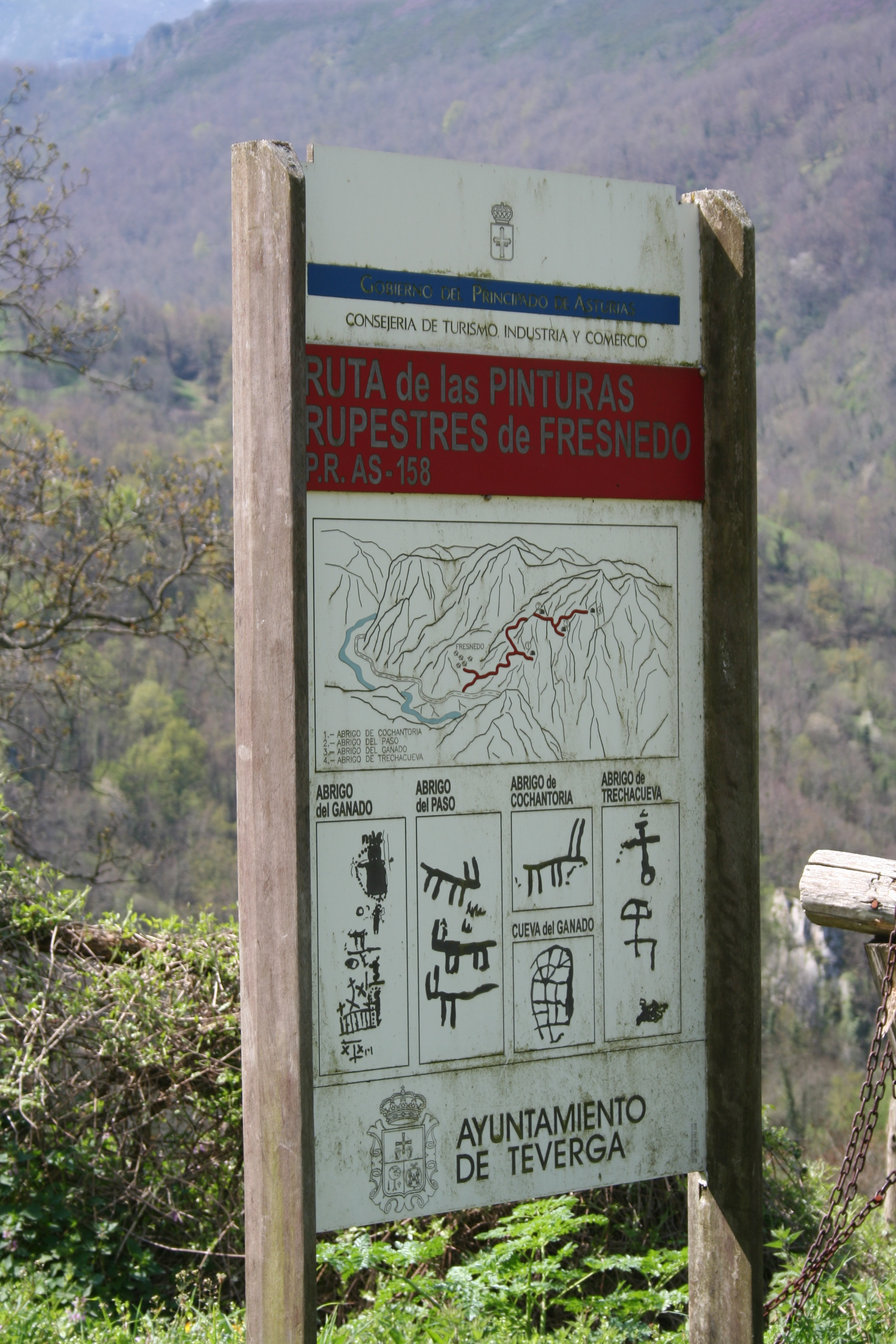
Cartel informativo de las pinturas rupestres al inicio de la ruta.

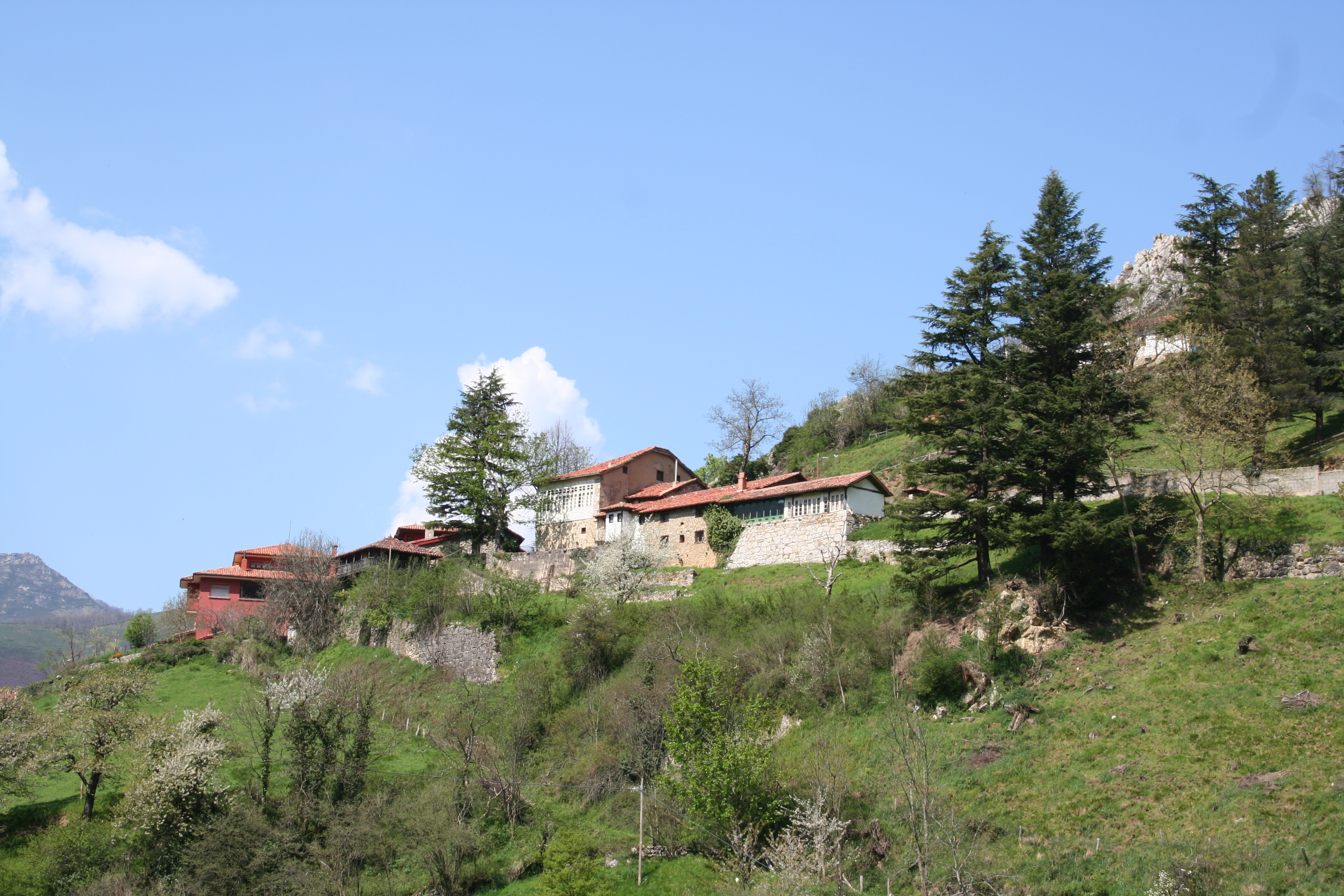
Localidad de Fresnedo.

Los abrigos rupestres de Fresnedo están situados en las cercanías de la localidad española de Fresnedo, en el concejo asturiano de Teverga, en las laderas de Peña Sobia.
El conjunto de abrigos de Fresnedo está formado por: el abrigo del Ganado, la cueva del Ganado, el abrigo del Paso, el abrigo de Cochantoria y el abrigo de Trechacueva.
El arte rupestre que alojan se compone por pinturas realizadas de forma esquemática pertenecientes a la edad de Bronce. Las pinturas representa animales cápridos, seres antropomorfos con brazos en jarra.
En el abrigo del Ganado aparecen figuras antropomorfas vestidas.